# Biton schultzei
Biton schultzei är en spindeldjursart som först beskrevs av Kraepelin 1908.  Biton schultzei ingår i släktet Biton och familjen Daesiidae. Inga underarter finns listade.